# Bonang River
Bonang River är ett vattendrag i Australien. Det ligger i delstaten Victoria, omkring 340 kilometer öster om delstatshuvudstaden Melbourne.
I omgivningarna runt Bonang River växer i huvudsak städsegrön lövskog. Trakten runt Bonang River är nära nog obefolkad, med mindre än två invånare per kvadratkilometer. Genomsnittlig årsnederbörd är 1 270 millimeter. Den regnigaste månaden är juni, med i genomsnitt 227 mm nederbörd, och den torraste är juli, med 55 mm nederbörd.